# El Pitufador Enmascarado
El Pitufador Enmascarado (en el francés original Le Schtroumpfeur masqué) es la trigésimo segunda historieta de Los Pitufos escrita y dibujada por Peyo en 1990.
Fue publicada en álbum como complemento de El aeropitufo junto con La glotonería de los pitufos, Puppy y los pitufos y Las bromas del Pitufo Bromista.

## Argumento
Hay muchas disputas entre los pitufos. De pronto, el Pitufo Bromista llega con la cara cubierta de crema y dice que un pitufo enmascarado con una capa le arrojó un pastel en la cara. Entonces llegan el Pitufo con Gafas y la Pitufina, también con pasteles que el pitufo enmascarado les lanzó a la cara. Esa noche, el pitufo enmascarado deja una flecha con una nota que dice a los pitufos que dejen en el tronco hueco del bosque notas con los nombres de los pitufos a los que quieran que les lance un pastel, y firma "el Pitufador Enmascarado". Aunque cada pitufo afirma no enviar notas, todos lo hacen (principalmente debido a las disputas que estaban teniendo) y al día siguiente cada pitufo ha recibido un pastelazo al menos una vez.
Los pitufos deciden investigar al Pitufo Cocinero, pero el Pitufo Goloso compara el sabor de los pasteles del Pitufador Enmascarado con los del Pitufo Cocinero y la diferencia prueba su inocencia. Entonces el Gran Pitufo toma cartas en el asunto: envía una nota bañada en tinta blanca al Pitufador Enmascarado. Después que todos reciben su pastelazo al día siguiente, el Pitufo con Gafas encuentra el disfraz del Pitufador Enmascarado, lo que hace que los pitufos sospechen de él, hasta que el Gran Pitufo llega y le dice a todos que le muestren las manos, con lo que se descubre que las manos del Pitufo Bromista están blancas por la tinta; se había dado el primer pastelazo a sí mismo para evitar sospechas.